# Madasumma junnana
Madasumma junnana är en insektsart som beskrevs av Andrej Vasiljevitj Gorochov 1985. Madasumma junnana ingår i släktet Madasumma och familjen syrsor. Inga underarter finns listade i Catalogue of Life.